# Paraegocidnus feai
Paraegocidnus feai là một loài bọ cánh cứng trong họ Cerambycidae.